# 조혜련
조혜련(1970년 5월 29일 ~ )은 대한민국의 개그우먼이자 방송인, 가수이다.

## 디스코그래피
- 《아나까나 - 디지털 싱글》(2005년 3월 11일)
- 《Anacana Vol.1》(2005년 7월 22일)
- 《가라 (Digital Single)》(2006년 6월 15일)
- 《찡하고 짠 (Digital Single)》(2007년 6월 25일)
- 《Won't Be Long》(2010년 1월 13일)
- 《조혜련 `성경낭독이 있는 찬송` 1집》(2017년 9월 29일)
- 《조혜련 `성경낭독이 있는 찬송` 2집》(2017년 9월 29일)
- 《빠나나날라》(2024년 5월 3일)

## 출연 작품
| - 2024년 tvN 《놀라운 토요일》 - 2024년 JTBC 《아는 형님》 - 2023년 MBC 《구해줘!홈즈》 - 2023년 JTBC 《아는 형님》 - 2022년 KBS2 《신상출시 편스토랑》특별 출연 - 2022년 TV조선 《여행의 맛》 - 2021년 SBS《골 때리는 그녀들》여자 개그우먼들로 구성한 FC개밴져스 골키퍼 5년동안 큰 활약함 은퇴식 후 4월 23일 부터 골 때리는 그녀들 축구선수협회 회장직을 맡고있다 - 2018년 JTBC 《별다방 시즌2》 - 2018년 JTBC 《별다방》 - 2017년 KBS 《대국민 토크쇼 안녕하세요》 게스트 - 2016년, 2017년,2023년 JTBC 《아는형님》 게스트 - 2015년 MBC 《미스터리 음악쇼 복면가왕》 - 겨울왕국 얼음공주 - 2015년 TV조선 《엄마가 뭐길래》 - 2013년 MBC every1 《무작정 패밀리 시즌3》 - 2013년 MBN 《인생고민 해결SHOW 신세계》 - 2013년 KBS 《정글의 법칙 K》 - 2013년 KBS 《정글의 법칙 W》 - 2012년 SBS 《고쇼》 - 2012년 SBS 《힐링캠프》 - 2012년 채널A 《웰컴투 돈월드》 - 2012년 KBS 《심리버라이어티쇼 1억의 초대》 - 2011년 채널A 《아트스쿨》 - 2011년 MBN 《충무로 와글와글》 - 2011년 MBC 《웃고 또 웃고》 - 2010년 KBS 《개그콘서트》 게스트 - 2010년 MBC 《찾아라! 맛있는 TV》 - 2010년 MBC 《황금어장 - 무릎팍 도사》 - 2010년 KBS 《달콤한 밤》 - 2009년 MBC 《세바퀴》 - 2009년 MBC 《일요일 일요일 밤에》 - 《노다지》 - 2009년 SBS 《놀라운 대회 스타킹》 - 2009년 SBS 《스타주니어쇼 붕어빵》 - 2009년 MBC 《부엉이》 - 2009년 MBC 《스타미식기행 - 일본을 맛보다》 - 2009년 MBC 《하땅사》 - 2009년 MBC 《공포영화제작소》 - 2009년 STORY ON 《수퍼맘 시즌1》 - 2008년 SBS 《체인지》 - 2008년 KBS 《신동엽, 신봉선의 샴페인》 - 2008년 MBC 《삼색녀 토크쇼 시즌3》 - 2008년 ETN 《조혜련, 김병만의 투캅스》 - 2008년 MBC 《환상의 짝꿍》 - 2007년 SBS 《헤이헤이헤이2》 - 2007년 MBC 《슈퍼맨》 - 2007년 KBS 《해피선데이 - 이 맛에 산다》 - 2007년 KBS 《해피선데이 - 하이파이브》 - 2006년 MBC 《느낌표 - 위대한유산74434》 - 2006년 MBC 《일요스타워즈 전화받으세요》 - 2005년 MBC 《스타스폐셜 생각난다》 - 2005년 KBS 《해피선데이 - 여걸식스》 - 2005년 KBS 《이웃사촌 프로젝트 무지개》 - 2005년 MBC 《강력추천! 토요일 - 무리한 도전》 - 2004년 KBS 《해피선데이 - 여걸파이브》 - 2004년 SBS 《김용만 신동엽의 즐겨찾기》 - 2003년 KBS 《일요일은 101%》 - 2003년 MBC 《코미디하우스》 - 2003년 SBS 《야심만만》 - 2002년 SBS 《진실게임》 - 1996년, 2001년, 2002년, 2003년, 2004년 KBS 《가족오락관》 - 1999년 SBS 《개그 4대 여왕》 - 1999년 MBC 《주부 9단》 - 1999년 SBS 《스타 쇼》 - 1999년 MBC 《99 천하장사 씨름대회》 - 1999년 MBC 《99 폭소가요제》 - 1999년 MBC 《올스타 최강전》 - 1999년 MBC 《일요일일요일밤에》 - 1998년 KBS 《코미디 세상만사》 - 1998년 EBS 《장학퀴즈》 - 1998년 MBC 《생방송 데이트11》 - 1998년 MBC 《오늘은 좋은날 - 오! 순애야》 - 1998년 KBS 《스타스페셜 나의 노래》 - 1998년 MBC 《올스타 가요제》 - 1998년 MBC 《결정 최강의 개그커플》 - 1998년 KBS 《서세원쇼》 - 1998년 MBC 《스타다큐》 - 1998년 MBC 《오늘은 좋은날 - 지붕위의 세여자》 - 1998년 KBS 《사랑의 리퀘스트》 - 1998년 KBS 《TV는 사랑을 싣고》 - 1998년 SBS 《김혜수 플러스유》 - 1998년 SBS 《좋은 친구들 - 사랑학개론》 - 1998년 SBS 《최고의 밥상》 - 1998년 SBS 《한밤의 TV연예》 - 1998년 MBC 《쇼 토요특급》 - 1998년 MBC 《98 MBC 만나면 좋은친구》 - 1997년 KBS 《체험 삶의 현장》 - 1997년 KBS 《연예가 중계》 - 1997년 SBS 《코미디 전망대》 - 1997년 SBS 《이문세의 라이브》 - 1997년 SBS 《천만원 게임》 - 1997년 SBS 《99 스타 대예언》 - 1997년 SBS 《스타쇼》 - 1997년 SBS 《게임쇼 하이파이브》 - 1997년 MBC 《김승현의 잠못 이루는 밤에》 - 1997년 MBC 《오늘은 좋은날 - 가족의 기초》 - 1997년 MBC 《오늘은 좋은날 - 울엄마》 - 1997년 MBC 《97 웃으면 복이 와요》 - 1997년 MBC 《폭소가요제》 - 1997년 KBS 《스타 우리 가족》 - 1997년 KBS 《서세원의 화요스페셜》 - 1996년 MBC 《올스타 코미디 대행진》 - 1996년 MBC 《오늘은 좋은날 - 열부열전》 - 1996년 MBC 《오늘은 좋은날 - 세상의 모든 딸들》 - 1996년 MBC 《토요일 토요일은 즐거워 - 쇼 찬스 찬스》 - 1996년 MBC 《토요일 토요일은 즐거워 - 슈퍼 여캅스》 - 1996년 MBC 《96 MBC 우리들의 스타》 - 1996년 MBC 《톱스타 폭소 콘테스트》 - 1995년 MBC 《95 폭소이벤트》 - 1995년 MBC 《올스타 폭소 가요제》 - 1995년 MBC 《오늘은 좋은날 - 매일 그대와》 - 1995년 MBC 《고향, 그 들판에 우리 사랑을》 - 1995년 MBC 《사랑의 스튜디오》 - 1995년 KBS 《아침마당》 - 1994년 KBS 《톱스타 인생극장》 - 1994년 KBS 《웃음은 행복을 싣고 - 리믹스 명량극장》 - 1994년 KBS 《풍물기행 세계를 가다》 - 1994년 KBS 《한바탕 웃음으로》 - 1994년 KBS 《폭소대작전 - 즐거운 세상, 집중 여성저널》 - 1994년 KBS 《밤과 음악사이》 - 1993년 KBS 《폭소아카데미》 - 2022년 유튜브 《노빠꾸 탁재훈》 - 2024년 유튜브 《이달의 계원》 - 2024년 유튜브 《핑계고》 - 2025년 유튜브 《핑계고》 - 1998년 MBC 《베스트극장 - 설사약 권하는사회》 - 1998년 SBS 《나 어때》 - 1998년 SBS 《미스터Q》 - 오순심 - 1999년 KBS2 《사랑하세요?》 - 2000년 SBS 《여자만세》 - 2002년 SBS 《해 뜨는 집》 - 2003년 KBS2 《드라마시티 - 첫사랑 완결편》 - 2003년 SBS 《때려》 - 2005년 KBS2 《사랑도 리필이 되나요?》 - 2006년 SBS 《스마일 어게인》 - 2013년 KBS2 《예쁜 남자》 - 2023년 웹드라마 《프레시우먼》 - 2018년 《남자와 여자》 - 2016년 《마지막 고해》 - 2012년 《미운오리새끼》 - 산부인과의사 - 2010년 《숲의 노래가 들린다》 - 주연 - 2003년 《남남북녀》 - 나이트 블루마인 - 1998년 《토요일 오후 2시》 - 라디오 퀴즈 진행자 - 1998년 《길 찾기》 - 동료 - 1994년 《티라노의 발톱》 - 원시인 - 이민규_아가씨 - 2019년 《사랑해 엄마》 - 2005년 《6월의 아트》 - 2004년 《남자 충동》 - 2003년 《달님은 이쁘기도 하셔라》 - 2001년 《다이닝룸》 - 1997년 《맨발로 공원을》 - 2018년 《메노포즈》 - 2017년 《넌센스2》 - 1994년 통통치킨 - 1996년 치킨나라 - 1998년 KT 원삿 018 - 1998년 롯데푸드 슈퍼빵빠레 - 1999년 LG유플러스 - 2000년 일동제약 - 2010년 화승 르까프 - 2009년 MBC 한가위 특집 스타 미식기행 《일본을 맛보다》 |

## 홍보대사
- 2003년 서울시 소방방재본부 연예인 소방방재 홍보단원
- 2004년 2006 고성 공룡세계엑스포 홍보대사
- 2013년 호남대학교 공자학원 홍보대사
- 2013년 2014완도국제해조류박람회 홍보대사
- 2016년 파주경찰서 4대 사회악 근절 홍보대사
- 2018년 국제푸른나무 홍보대사
- 2018년 암송성경 1189 홍보대사
- 2018년 제1회 사람사랑 생명사랑 걷기축제 홍보대사
- 2018년 국제푸른나무 홍보대사
- 2022년 월드비전 홍보대사

## 일본 연예계 진출
한국의 성공을 바탕으로 개인적으로 한 일본 여행에서 한국에 비해 방송에 대한 자유도가 높고, 한창 한류스타의 인기에 놀라 한국 연예인에 대한 주목도가 높은 것에 대해 영감을 얻어 ‘일본인들에게도 아줌마 파워를 보여주고 싶다’는 이유로 일본 연예계 진출하기로 마음먹었다. 그러나 아무 연고가 없어 고민하던 차에 배우 윤손하가 일본 연예계에 정착하고 있다는 이유로 그녀의 연락처를 조사했다. 이후 윤손하의 소개로 그녀가 소속되어 있던 호리 프로덕션을 찾아갔고, 프로덕션 측은 일본어를 할 수 없다는 이유로 거부했지만 그녀에게 6개월의 시간을 주었다.
그 후 조혜련은 일본어 전문 가정교사와 매일 8시간 이상 공부해 나갔고, 불과 반년 만에 상당한 일본어 회화 실력을 갖추게 된다.
결국 2006년 1월, 《퀴즈! 일본어왕》을 시작으로 일본 활동을 시작했으며 4월에는 호리 프로덕션과의 계약을 맺고 되면서, 본격적인 일본 진출을 이뤄낸다. 이후 일본에서 여러 프로그램에 고정으로 출연하며 활발한 활약을 벌이고 있는 조혜련은 그간 쌓은 일본어 실력을 바탕으로 단행본 박살 일본어를 출간하여 베스트셀러를 기록했으며, 동명의 온라인 동영상 강좌에서 강사로 출연하기도 했다.

### 논란
조혜련은 일본 버라이어티 프로그램에 출연해서 한국을 비하하는 듯한 제반 발언과, 쇼 프로에 나온 어느 일본 가수의 기미가요 독창을 듣고 열성적으로 박수를 치는 등의 행동으로 논란을 일으켰다. 그 후, 2월 25일자 《황금어장 무릎팍도사》에서 조혜련은 기미가요 독창에 친 박수에 대해 "대본에 없던 무대라 순수한 일반가요인 줄 알고 박수 쳤다" 라고 해명하며 국민에게 사과하였다. 하지만 그 후 또 다시 자신이 낸 일본어 교습 책에서 일본어로 '독도는 우리땅' 을 번역, 일본어 응용 소재로 사용함으로써 사람들에게 매국노라는 비난을 받았다. 이후 그 책은 폐간되었고 일본 활동은 영구 중단되었다.
최근 SBS의 토크 프로그램 <힐링캠프, 기쁘지 아니한가>에 출연한 조혜련은 논란의 일본활동과 관련해 잘못을 인정해 사실상 일본 활동 실패를 시인했다. 조혜련은 인터뷰를 통해 "한-일 양국 간의 특수한 역사적 관계를 먼저 생각했어야 했다. 그런데 그것보다 성공에 대한 조급함에 내가 일단 부각이 돼야 했고, 웃겨야 했고, 한마디라도 더 해야 한다는 의욕과 열정만 앞섰던 것 같다"라며 자신의 심경을 밝히며 국민들에게 사과했다.

## 기타 활동

### 도서
- 조혜련의 울엄마 (1999)
- 조혜련의 25분 태보 다이어트 (2003)
- 조혜련의 박살 일본어 (2008)
- 조혜련의 작살 일단어 (2009)
- 쓰는 순간 인생이 바뀌는 조혜련의 미래일기 (2009)
- 열렬하다 내 인생 (2010)
- 조혜련의 필살 일본어첫걸음 (2011)
- 조혜련 조혜숙의 쩐빵 중국어 첫걸음 (2011)
- 조혜련의 어린이를 위한 미래일기 (2011)
- 반전의 하나님 (2018)

### 기타
- 태권도와 복싱을 합친 ‘태보’라고 불리는 무술을 훈련하였으며, 이것을 이용한 다이어트법 DVD, 비디오인 《태보 다이어트》를 출시하였다.

## 수상 경력
- 1994년 KBS 코미디대상 신인상
- 1994년 KBS 코미디대상 인기상
- 1996년 제32회 백상예술대상 코미디연기상
- 2004년 제40회 백상예술대상 TV부문 여자TV예능상
- 2004년 MBC 방송연예대상 PD상
- 2005년 MBC 방송연예대상 PD상
- 2006년 MBC 방송연예대상 쇼버라이어티 부문 최우수상
- 2008년 MBC 방송연예대상 올해의 우정상
- 2009년 MBC 방송연예대상 버라이어티 부문 특별상
- 2009년 SBS 연예대상 버라이어티 부문 우수상
- 2010년 제17회 대한민국연예예술상 희극인상
- 2010년 제6회 대한민국 지식경영 대상 효행상
- 2010년 MBC 방송연예대상 쇼버라이어티 부문 최우수상
- 2010년 SBS 연예대상 베스트 TV스타상
- 2011년 SBS 연예대상 토크쇼부문 우수상
- 2011년 MBC 방송연예대상 우정상
- 2023년 SBS 연예대상 센추리클럽상